# Naoko Sakamoto (softball)
Pour les articles homonymes, voir Naoko Sakamoto et Sakamoto.
Naoko Sakamoto (坂本 直子, Sakamoto Naoko) (née le 11 mai 1985 dans la préfecture d'Ōsaka) est une joueuse de softball japonaise. Elle remporte lors des Jeux olympiques d'été de 2004 la médaille de bronze avec l'équipe du Japon qui se classe derrière les États-Unis et l'Australie.